# إمبراطورية الغال
الإمبراطورية الغالية (باللاتينية: Imperium Galliarum) وعرفت أيضاً باسم الإمبراطورية الغالية الرومانية، هي إمبراطورية نشأت أثناء أزمة القرن الثالث في الإمبراطورية الرومانية بالتزامن مع الإمبراطورية التدمرية في الشرق، من سنة 260 إلى سنة 274 ميلادية. بدأت الإمبراطورية بعد أن أعلن مجموعة من القادة العسكريين والنبلاء الرومان والغاصبين بقيادة بوستموس إستقلالهم في غرب الإمبراطورية عن روما، وشملت مناطقهم كل من بلاد الغال وبريطانيا الرومانية ومقاطعات في هسبانيا الرومانية وجرمانية. وكان بوستموس المسؤول عن حماية الغال وجرمانيا من هجمات قبائل الفرنجة، وبعد أن تمكن من هزيمتهم أصبح أقوى الرجال في غرب الإمبراطورية. أصبح بوستوموس أول إمبراطور لها من سنة 260 إلى سنة 268، وثم حكمها ماركوس أوريليوس ماريوس وثم فكتورينوس من سنة 268 إلى سنة 270 ومن ثم تتريكوس الأول وإبنه تتريكوس الثاني من سنة 270 إلى سنة 274. إنتهى عصر الإمبراطورية بعد أن تمكن الإمبراطور الروماني أوريليان من إخضاعها بعد هزمه للقوات الغالية في معركة كالونس في سنة 274، ومن المفارقة أن أوريليان أبقى على تتريكوس والذي كان يعد غاصب حسب القانون الروماني، لكنه قام بقتل كل أفراد الجيش والنبلاء الذي ولوه الحكم، في حين أخذ تتريكوس هو وعائلته ليعيشوا في بلاطه.

## التاريخ

### النشأة
استمرت أزمة القرن الثالث بهزيمة الإمبراطور فاليريان وأسره على يد الإمبراطورية الساسانية في إيران في معركة الرها، بالإضافة إلى بسط سيطرتهم على جزء كبير من مناطق الجيش الروماني في الشرق، ما أدَّى نهايةً إلى ضعف سيطرة ابنه غالينوس. بعد ذلك بوقت قصير، تمت السيطرة على مملكة تدمر، التي أصبحت تضم مصر وسوريا ويهودا والعربية البترائية.
نظَّم الحكام في بانونيا (مقاطعة رومانية) ثورات محلية لكن جميعها باءت بالفشل. غادر الإمبراطور إلى منطقة نهر الدانوب بهدف تضليلهم. ترك هذا القائد بوستوموس، حاكم جرمانيا الكبرى والصغرى، يتحمل مسؤولية المنطقة الممتدة على حدود الراين. باعتباره قائد عسكري استثنائي، عمل بوستوموس على حماية جرمانيا الصغرى بكل قوته ضد غزو الفرنجة في صيف عام 260. وفي الواقع، هزم بوستوموس قوات الفرنجة في منطقة إمبل بشكل حاسم لدرجة أن الفرنجة لن يجرؤوا على شنّ أي غارات أخرى لمدة 10 سنوات لاحقة. وهذا كله قد جعل من القائد بوستوموس واحدًا من أقوى الرجال في المنطقة الغربية من الإمبراطورية الرومانية.
ظل الوريث الامبراطوري سالونينوس وقائد الحرس الإمبراطوري سيلفانوس في مستعمرة كولونيا أغريبينا (كولونيا) من أجل تدبير حماية الوريث الشاب ضد أي خطر أو ربما من أجل التحقق من مساعي بوستوموس في المنطقة. ومع ذلك، قبل فترة طويلة، حاصر بوستوموس مستعمرة كولونيا أغريبينا معرّضًا حياة الوريث الشاب وقائد الحرس للموت، ما جعل تمرده هذا رسميًا. ومن المُعتقد أن بوستوموس قد أنشأ عاصمته في المستعمرة ذاتها أو في أوغستا تريفيروروم (ترير)، جنبًا إلى جنب مع ظهور أهمية مدينة لوغدونم (ليون) في الإمبراطورية.
شكلت إمبراطورية الغال حرسًا خاصًا للحماية، واثنان من القناصل المنتخبين سنويًا (لم يتم جمع الأسماء جميعها) ومجلس الشيوخ الخاص بها. وفقًا للدليل الرقمي، ترأس بوستوموس بنفسه مكتب القنصل خمس مرات.
نجح القائد بوستوموس في غزو عسكري بقيادة غالينوس عام 263، ولم يجرؤ الثاني على التمرد مرة أخرى بعدها. لكن في أوائل عام 269، تعرَّض لغزو على يد ليليانوس، الذي ربما كان أحد قادته، الذي اعتُبر إمبراطورًا على موغونتياكوم (ماينس) من قِبَل لوجيو الثاني والعشرين. لكن سرعان ما استعاد بوستوموس موغونتياكوم وقتل ليليانوس. ومع ذلك، فمن المُعتقد أنه قد تم الإطاحة ببوستوموس وقتله على يد قواته الخاصة لأنه لم يسمح لهم بنهب المدينة.

## قائمة بالأباطرة الغال
يُعرف الأباطرة الغال بحسب العملات المعدنية التي كانوا يصكونها. إذ يمكن تعقب التاريخ السياسي والعسكري للإمبراطورية من خلالهم. وفيما يلي أسمائهم:
- بوستوموس (260 – 269)
- ليليانوس (269 – احتلال)
- ماركوس أوريليوس ماريوس (269)
- فكتورينوس (269 - 270)
- دوميتيان الثاني (271 - احتلال)
- تيتريكوس الأول (270 - 274)
- تيتريكوس الثاني (270 - 274) (وهو ابن تيتريكوس؛ القيصر)
- فاوستينوس (274 - احتلال)